# Europejskie Igrzyska Halowe w Lekkoatletyce 1967 – skok o tyczce mężczyzn
Skok o tyczce mężczyzn – jedna z konkurencji technicznych rozgrywanych podczas lekkoatletycznych europejskich igrzysk halowych w hali Sportovní hala w Pradze. Rozegrano od razu  finał 12 marca 1967. Zwyciężył reprezentant Związku Radzieckiego Igor Feld. Obrońca tytułu zdobytego na poprzednich igrzyskach Hennadij Błyznecow ze Związku Radzieckiego zdobył tym razem srebrny medal.

## Rezultaty

### Finał
Rozegrano od razu finał, w którym wzięło udział 14 skoczków.

Opracowano na podstawie materiału źródłowego.
| Poz. | Zawodnik               | Reprezentacja   | 4,20 | 4,40 | 4,60 | 4,70 | 4,80 | 4,90 | 5,00 | 5,10 | Wynik |
| ---- | ---------------------- | --------------- | ---- | ---- | ---- | ---- | ---- | ---- | ---- | ---- | ----- |
| 01 ! | Igor Feld              | ZSRR            | –    | o    | o    | –    | o    | o    | o    | xxx  | 5,00  |
| 02 ! | Hennadij Błyznecow     | ZSRR            | –    | –    | o    | –    | xo   | o    | xxx  |      | 4,90  |
| 03 ! | Wolfgang Nordwig       | NRD             | –    | –    | xo   | –    | o    | xxo  | xxx  |      | 4,90  |
| 4.   | Altti Alarotu          | Finlandia       | –    | o    | o    | o    | o    | xxx  |      |      | 4,80  |
| 5.   | Heinfried Engel        | RFN             | –    | o    | xo   | o    | o    | xxx  |      |      | 4,80  |
| 6.   | Reiner Liese           | RFN             | –    | o    | o    | –    | xo   | xxx  |      |      | 4,80  |
| 7.   | Auvo Pehkoranta        | Finlandia       | –    | o    | o    | xo   | xo   | xxx  |      |      | 4,80  |
| 8.   | Włodzimierz Sokołowski | Polska          | –    | o    | o    | –    | xxo  | xxx  |      |      | 4,80  |
| 9.   | Rudolf Tomášek         | Czechosłowacja  |      |      |      |      |      |      |      |      | 4,70  |
| 10.  | Waldemar Węcek         | Szwecja         |      |      |      |      |      |      |      |      | 4,70  |
| 11.  | Ignacio Sola           | Hiszpania       |      |      |      |      |      |      |      |      | 4,60  |
| 12.  | Mike Bull              | Wielka Brytania |      |      |      |      |      |      |      |      | 4,60  |
| 13.  | Pavel Jindra           | Czechosłowacja  |      |      |      |      |      |      |      |      | 4,60  |
| 14.  | Werner Duttweiler      | Szwajcaria      |      |      |      |      |      |      |      |      | 4,40  |